# 月島かのん
月島 かのん（つきしま かのん、2000年8月10日 - ）は、日本の元AV女優。

## 略歴
2020年11月、エスワン専属女優としてAVデビュー。所属事務所はJETSTREAM。
2021年2月発売の作品をもって引退。

## 人物
離島出身とされていた。
特技は身体が柔らかいこと。
公式ツイッター及びインスタグラムを開設し更新もしてしていたが、デビュー前にどちらも非公開にしている。

## 作品
以下の作品がある。

### アダルトDVD
2020年
- 新人NO.1STYLE 月島かのん AVデビュー（11月7日、エスワン）
- 快感! 初・体・験 めちゃイキ3本番 長身スリムボディ連続絶頂スペシャル（12月7日、エスワン）

2021年
- 交わる体液、濃密セックス 完全ノーカットスペシャル（1月7日、エスワン）
- 激イキ142回!痙攣5500回!絶頂潮2200㏄! SEXの天才スレンダー少女がイキ壊れた エロス覚醒 大・痙・攣引退スペシャル（2月7日、エスワン）

### イメージDVD
- Kanon 月下の令嬢（2021年1月21日、REbecca）

## 掲載

### 雑誌
- 月刊FANZA 2020年12月号（ジーオーティー） - インタビュー「HATSUMONO!」